# 경항모불가론
경항모불가론(輕航母四不可)은 2019년 한국이 항공모함 보유를 발표함과 동시에 한국의 안보 환경에는 경항공모함은 미흡하다는 담론이다.

## 역사

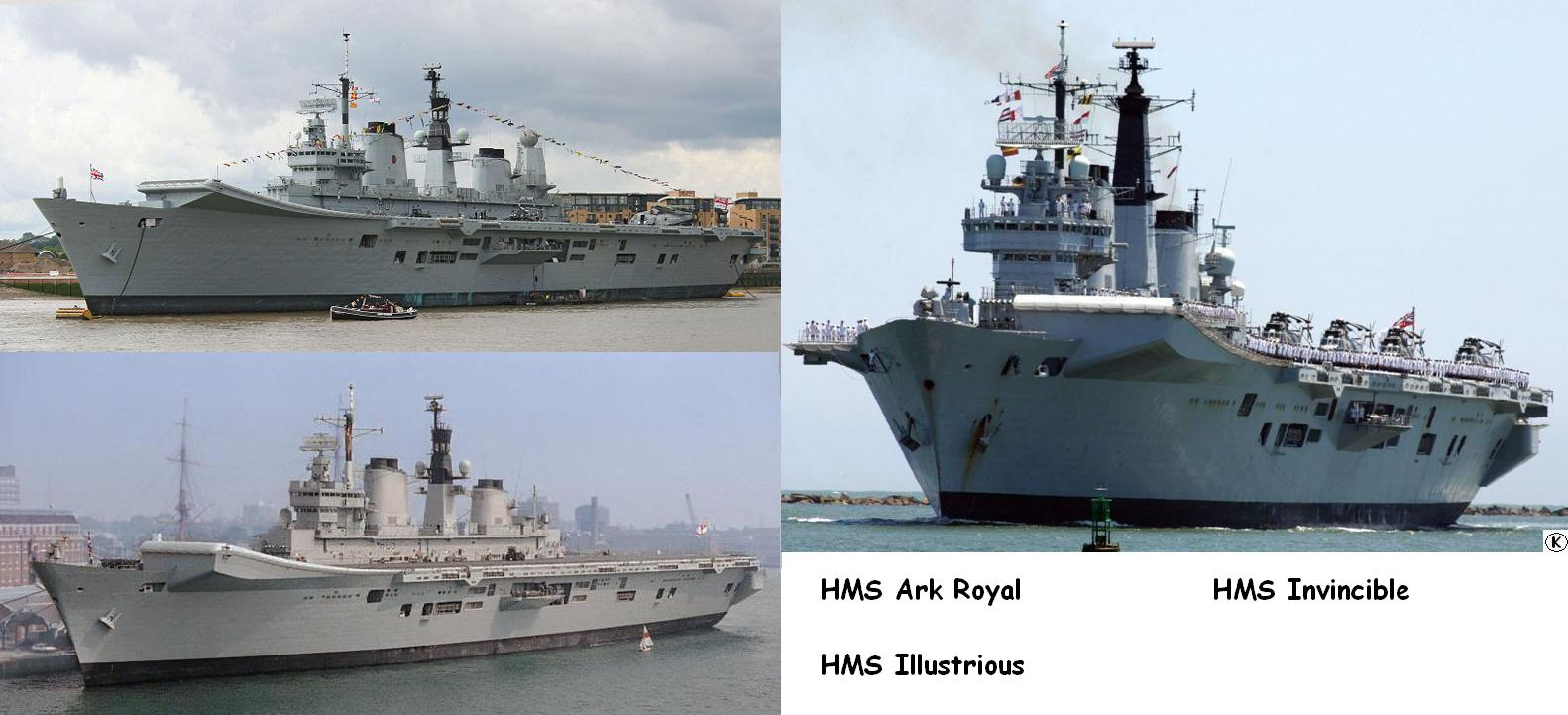
포클랜드 전쟁까지 치른 실전경력을 가진 대표적인 경항공모함 인빈시블급

### 경항모의 도입
2019년 여름, 한국 정부는 항공모함 보유를 공식 발표했다. 고정익 항공기이자 스텔스 전투기인 F-35B를 운용할 수 있는 항모 건조를 결정했다.  2020년, 군은 항공모함의 크기가 4만톤임을 못 박았다. 그리고 건조비는 2조원이라고도 했고, 2033년 실전배치될 것까지 밝혔다. 또 한, F-35B의 가성비 논란이 붉어지자, 20대밖에 도입을 안하는 F-35B와는 별도로 KFX 네이비를 개발하자는 목소리도 나왔다. KFX 네이비는 KFX를 기반으로 함상용 전투기를 새로 개발하는 것이다. F-35B 구매와 함께 옵션 개념으로 항모 갑판기술도 받아오자는 목소리도 나와서 갑판기술도 가져오는 것을 추진중이다.

### 경항모 도입배경
중국과 일본은 2020년대 중반 스텔스기를 탑재한 항모를 작전에 투입할 계획이다. 중국은 스텔스 함재기 J-XX를 2021년에 공개할 예정이고, 이미 보유한 7만t급 대형 항공모함 랴오닝호, 산둥호에 이어 003함, 004함을 2020년대 중반까지 전력화한다. 일본은 헬기모함였던 3만t급 이즈모급 2척을 2020년대 중반까지 스텔스기 F-35B를 운용할 수 있는 항공모함으로 개조해서 전력화한다. 일본 집권여당인 자민당에서는 7만t급 대형 항공모함 확보도 거론되고 있다. 한반도의 최대 위협은 북한군이 아닌 중국군 북부전구라고 한국군에서 공식적으로 밝힌 이상, 이제는 일본과 중국과의 미래의 안보 환경도 염두에 둬야 한다는게 대한민국 국군의 시각이다.

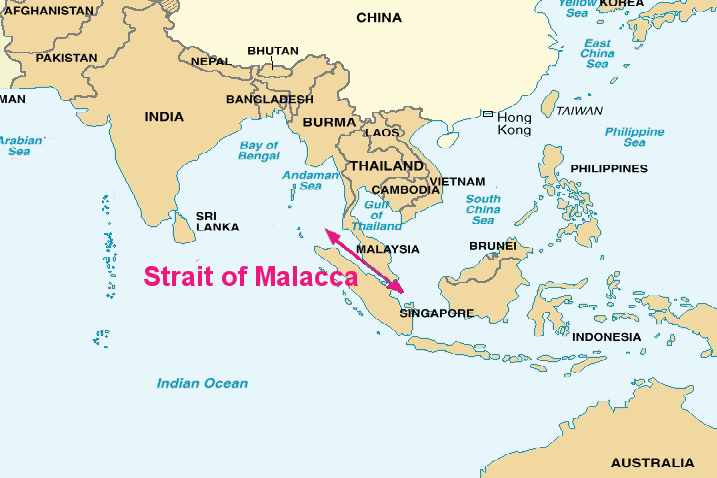
말라카 해협의 위치. 말라카 해협을 통해 한국이 수입하는 대부분의 석유가 들어온다.

### 항공모함 찬반 입장
항공모함 자체에 대한 찬반 여론이 팽팽하다. 찬반 논리는 아래와 같다.

#### 찬성 논리
- 대한민국 해군의 심승섭 참모총장은 "한국 해군의 작전 범위는 말라카 해협까지 생각하고 있다."고 밝혔다.[7] 동아시아 국가인 한국, 일본, 중국이 소비하는 석유 무역로를 보호하기 위한 무역 안보의 분쟁에서 한국의 유력한 대응 전력은 66기동함대와 K-항모전단이 될 것이다.
- 비(非)핵 전쟁억지력 : 핵무기를 제외한 전쟁억지력을 갖는 최고의 무력수단은 항공모함이다. 이동할 수 없는 공군기지들이 적의 탄도유도탄에 모두 파괴된 상황에서 적의 후방에서 허를 찌르며 보복할 수 있는 무기는 비(非)핵화 국가에게 항공모함 뿐이다.
- K-방산 수출 : 서구권 국가들로부터 무기 수입이 곤란하지만 항공모함 수요가 있는 G20 개발도상국들이 K-항공모함의 잠재 소비자들이 될 수 있다.
- 핵잠수함도 일찌감치 포기하는게 속 편한 사실상 핵무기다 : 한미 원자력 협정으로 핵잠수함 건조에 제약이 있는 대한민국은 핵잠수함을 항모 대안으로 들기도 어려워 더더욱 항공모함 건조할 명분이 많다.

#### 반대 논리
- 만성적인 해군의 승조원 인원 부족 : 잠수함을 제외한 대부분의 군함들이 승무원 부족 문제에 시달리고 있는게 대한민국 해군 현실인데 가뜩이나 부족한 판국에 승조원 인력이 제일 많이 필요한 항공모함을 지으면 해군은 감당하기 곤란하다.
- 부족한 인프라 : 해군에는 해군 항공대만의 전투기 비행사를 양성하기 위한 기반 시설이 전무하다. 항모 운용 초기에는 공군의 기반 시설을 빌리던지 해야하는 난관에, 하물며 일각의 주장말따라 공군에서 아예 F-35B를 평시 운용하다가 필요시, 항모에 이착함하고 운용하는 반(半)항모 처지도 생각해야 한다.
- 해군 3의 법칙의 논리 : 해군은 항상 3척의 군함 중 1척은 "수리"중이고 1척은 만약을 대비해 "대기"하고, 나머지 1척 만이 작전에 투입된다. 이것이 해군의 3의 법칙이다. 그 논리대로면 대한민국이 핵잠수함 도입한다해도 9척을 도입해야 3척이 한 번에 작전 가능하다. 항모도 마찬가지로 1척이 작전하려면 3척을 도입해야할텐데, 대형수송함 사업은 현재 1척 이외에는 계획이 없다.
- 핵잠수함으로 대체 가능한 대(對)주변국 무기 : 핵잠수함으로도 주변국에 충분히 대처할 수 있다. 1조원대 핵잠수함 9척 건조하는게 K-항모전단 세력이 필요로하는 10조원대 종합 무기 도입비보다 싸게 먹히며, 생존성과 화력에서는 나은 면도 있다.
- 조종사 확보 : 기반 시설보다 더 중요한 최대의 문제다. 구 일본 해군도 미드웨이 해전에서 베테랑 조종사들을 수백명 잃은 것 때문에 타격이 컸고, 이는 국가 멸망의 중대사로 발전했다. 함재 전투기 20대, 항모 1척 도입이라는 환경에서 조종사를 얼마나 풍부하게 확보 가능할지 장담하기 어렵다.
- 항모 생존성 : 항공모함의 존재 정당성과 같다. 공군기지보다 생존성이 높다면, 공군기지도 패트리어트 미사일로 보호받고 있는데, 항모를 보호해줄 66기동함대의 방공구축함들의 실력도 충분히 자격을 입증해야 한다.
- 국군의 활용 능력 : 한국형 항공모함이 갖는 근본적인 물음이다. 항공모함은 그 특수성 때문에 활용바가 무궁무진하다. 예를 들면 미국은 해병대 병사 1명이 무전을 하면 해병대 지휘관이 바로 10미터 떨어진 해군 항공대 지휘관에게 대면 전달할 수 있고 바로 해군 항공대는 해병대 병사가 필요하는 지점에 전투기를 출동시켜 지원할 수 있다. 이게 미군의 유연함이다. 항공모함이 해병대,해군,해군 항공대 세 식구가 모두 함께 타고 있는 운명공동체인 것을 십분 활용한 긍정적 사례다. 여태까지 유연하지 못하고 실망스런 모습을 많이 보인 국군이란 조직에게 이런 유연함과 긍정적인 기대를 걸 수 있는 군필자 남성은 많지 않다.

### 경항모불가론
경항모불가론은 '항공모함 반대론'하고는 사뭇 의견이 다르다. 여건이 허락된다면, 굳이 항공모함이 필요하다면 대형 항공모함 건조하자는 의견이다. 그 까닭은 아래와 같다.
- 경항모는 공중전에서 중요한 조기경보기를 운용 못 한다. 헬기는 고정익 항공기와 같은 고도로 날지 못해, 레이더가 한계가 있어 조기경보기만큼의 역할을 못 한다.
- 조기경보기를 운용 못함에 따라, 항모 호위부대는 함상 조기경보기와 합동교전능력(CEC) 같은 것을 기대하기 힘들다.
- 6만톤의 대형 항공모함이어야 오랜 작전으로 장비들이 받는 스트레스를 해결할 수 있다. 장기간 작전 때, 전투기가 소모하는 연료와 정비 인프라를 감당할 수 있다.

### 가열되는 경항모불가론
2020년 국감에서 집권여당 의원이 질의하는 자리에서, "독도함, 1년에 반 이상 정박…항모 생각만 말고 보유전력 써라"라는 발언을 해서 사실상 항공모함에 회의적인 목소리를 냈다. 더불어, "이지스함 제때 정비도 못 받아"라는 발언도 했다. 또 한, 많은 전문가들이 경항모불가론을 주장하기도 했다.

### 쿼드 함대 가능성
이 모든 경항모 사업이 국제정치학적 시각으로 접근해서 판단해야한다는 의견도 나오고 있다. 아시아판 북대서양 조약기구라고 불리는 쿼드 (국제 회의)가 창설되고 쿼드는 계속 반(反)중국 행보를 이어나가고 있고, 많은 군사적 성과를 얻었다. 회원국인 인도는 중국과 국경분쟁 상태에 있어 중국과 군사 마찰을 벌이고 있는데, 미국의 위성을 빌려서 사용할 수 있는 협약을 해서 인도군 미사일의 정확도를 높일 수 있게 됐다. 일본과 인도 양국이 물자·서비스 이용을 위해 서로의 군사기지 접근을 허용하는 협정을 체결했다. 美日 양국은 4만 병력을 동원해 연합훈련도 했다. 유사시 센카쿠 열도를 탈환하는 것을 염두에 둔 훈련이었다. 그리고 일본은 자위대가 호주군의 함정과 항공기도 경호할 수 있게 했다. 일본이 이렇게 하는 것은 미군 이외에 처음이다. 일본은 '아시아 패권은 나의 것'이라는 듯이, 군비도 늘리고 있다. 일본은 '쿼드 플러스' 후보인 베트남에 중국 핵잠수함 부대를 견제할 수 있는 대잠 초계기 판매도 시도하고 있다. 쿼드는 이미 군사연합체를 목적으로 기능하기 시작했고 바다에서 중국을 압박하기 위한 해양 군사작전 능력을 계속 투자하고 있다. 즉, 강대한 해군력을 첫째로 중요시 여기는 군사동맹이다. 쿼드의 군사작전의 중추에는 쿼드 함대가 있다. 미국은 쿼드 플러스로  한국,  베트남,  뉴질랜드를 언급했는데, 한국형 항공모함이 한국군 독자작전용이 아니라 쿼드 함대용이라면, 앞서 말했던 호위함대가 부족한 문제를 포함해 대부분의 문제점이 사라진다. 즉, 한국의 안보만을 넘어서, 동맹과 우방 전체의 안보를 위한 군함이라면 얘기가 달라진다. 그 외에도 한국이 인권을 안 지키고 있는 중국이 유엔 인권이사회가 되길 지지하는등 악화되는 근래 한미관계에서 미국의 한국에 대한 신뢰를 유지시킬 수 있는 증거물이자 장치가 될 수 있다. 따라서 국내 언론에서도 항공모함을 쿼드하고 연결짓고 있다.

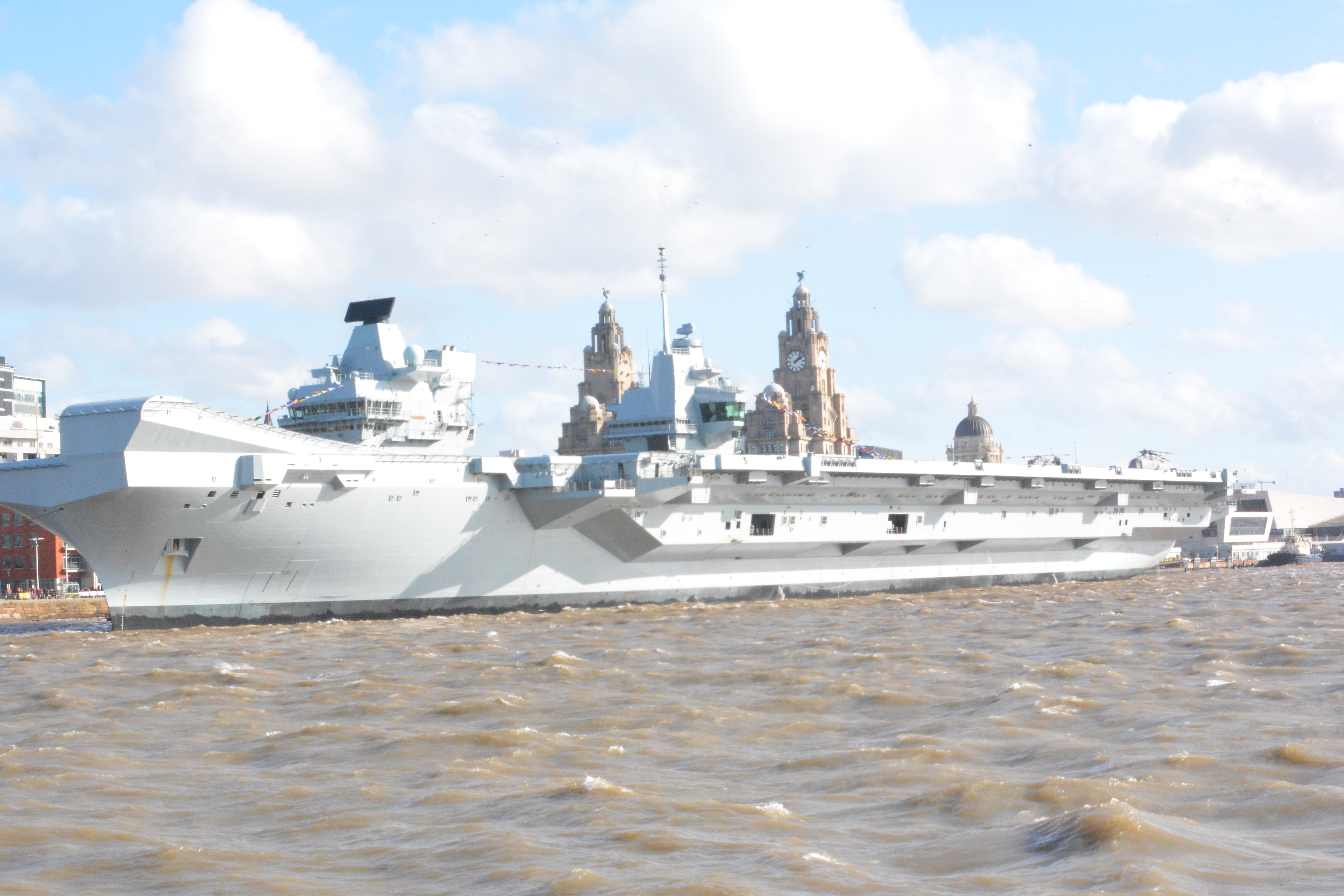
퀸 엘리자베스급 2번함인 프린스 오브 웨일즈함, 영국은 재정난을 호소하며 대형 항공모함을 2척씩이나 운용 못한다며 프랑스에 팔려고 했다가, 프랑스는 4천억원으로 설계도만 사고, 계속해서 수출할 나라를 물색중이다.

## 한국형 대형 항공모함
경항모불가론이 제시하는 대안이다. 경항모불가론을 지지하거나 펼치는 전문가들의 요구사항이 투영된 '가상의 한국형 대형 항공모함'이다.

### 제원
- 종류 : 대형 항공모함
- 만재배수량 : 7만t
- 함재기 : 42기~70기
- 함재기 이륙 방식 : CATOBAR (사출기)
- 조기경보기 운용 여부 : 운용 가능, 함상 조기경보기 도입 사업 병행 필수

### 전투기의 작전 능력
F-35C를 운용할 경우, 보다 저렴한 가격에 F-35A와 같은 작전능력을 기대할 수 있다. F-35C는 F-35A와 항속거리나 폭장량이 같다. 대형 항공모함과 KFX 네이비 사업을 병행할 경우, KFX 네이비를 함재기로 사용할 수도 있다. KFX는 다소 라팔, F-18과 체급이 비슷한 기종인데, 라팔과 F-18도 항공모함에서 함재기로 운용되고 있다.  일본과 중국의 스텔스기 함재기에 대항하기엔 어려운 면이 많다.

#### F-35C
한국형 항공모함이 대형으로 기울면 가능하다. 사출기가 있다면 운용할 수 있는 경우수다. 장점은 스텔스 작전이 가능하다는 점이다. 일본, 중국을 염두에 둔 명목의 도입이라면 일본, 중국의 스텔스 기능이 되는 함재기에 대항할 수 있는 능력을 F-35가 갖고 있다. 미국제 미사일을 대부분 사용할 수 있다. 따라서, 한국 공군은 대부분 미국제 미사일을 쓰는데, 새로 미사일을 개발할 수고도 필요 없다. 그리고 이미 개발이 됐고 미국에서 실전배치도 된 상황이라서 구입이 가능하다.

#### KFX 네이비
스텔스 기능이 없다. F-35는 5세대 전투기지만, KFX는 엄연하게 4.5세대 전투기다.

### 영국의 퀸 엘리자베스급 구매
영국은 2척의 퀸 엘리자베스급 항공모함을 건조했다. 그러나 영국은 재정난을 호소하며 대형 항공모함을 2척씩이나 운용 못한다며 프랑스에게 팔려고 했다가, 프랑스는 4천억원으로 설계도만 사고, 계속해서 수출할 나라를 물색중이다.

#### 프랑스 모델
프랑스는 항공모함을 통째로 구매하는걸 거부하고, 설계도만 사서 프랑스형 대형 항공모함을 독자개발하기로 했다. 영국의 우방인 한국도 설계도를 살 수 있다.

#### 렌탈 방안
영국은 1970년대 극심한 경제난을 겪고 IMF를 맞은 역사가 있다. 이 때 일본 기업들이 금융대국 영국의 금융기업들을 인수했으며, 런던에는 날마다 일본 소유 건물과 일본 소유 기업이 늘어갔다. 물론, 마거릿 대처 여사가 정치를 한 뒤, 영국 경제의 사정이 나아졌고, 그 뒤에도 포클랜드 전쟁에서 인빈시블급 경항모를 투입해서 전쟁에서 이기고 무너진 대영제국의 자존심을 살린 경험이 있다. 이런 교훈을 되살려, 영국이 지금은 시절이 어려워도 미래에 경제 사정이 나아질 가능성을 열어두고 한국에 퀸 엘리자베스급 1척을 렌탈해준다. 영국 경제사정이 나아지면 다시 영국에게 반납한다. 한국은 저렴한 비용으로 설계도와 운용 경험을 얻고 영국은 자존심과 안보, 재정난을 모두 해결할 수 있다. 한국이 성공적인 방역 덕분에 다른나라들이 판데믹으로 인한 GDP 역성장을 할 때, 한국은 선방하고 있다. 이 대사업을 할 경우, 영국은 한국의 방역 모델에 관심을 가질 수 있는 기회가 된다.

## 같이 보기
- 인빈시블급 항공모함
- 휴가급 구축함
- 경항공모함